# Knud E. Andersen
Knud Erik Andersen (* 5. Januar 1922 in Kopenhagen; † 14. November 1997) war ein dänischer Radrennfahrer und Weltmeister.
Zweimal nahm er an Olympischen Sommerspielen teil. 1948 in London wurde er im olympischen Straßenrennen 28. In der Mannschaftswertung kam Dänemark nicht in die Wertung. In der Mannschaftsverfolgung 1952 in Helsinki kam er mit seinem Team auf den 5. Rang.
1949 wurde Knud Andersen in Ordrup bei Kopenhagen Weltmeister der Amateure in der Einerverfolgung. Insgesamt achtmal zwischen 1941 und 1952 wurde er dänischer Amateurmeister, zweimal im Straßenrennen und sechsmal in der Verfolgung auf der Bahn. 1949 gewann er zudem die Nordischen Meisterschaften in der Einerverfolgung sowie in der Mannschaftswertung sowie das Eintagesrennen Rund um Stockholm. Er war der mit Abstand erfolgreichste dänische Amateur dieser Saison mit neun Siegen bei Rennen in Dänemark.
In späteren Jahren schrieb die deutsche Zeitschrift Radsport, Andersen, eigentlich gelernter Koch, sei eigentlich Straßenrennfahrer gewesen, weil er aber nicht für das Nationalteam berücksichtigt worden sei, sei er „aus Wut“ auf den Bahnradsport umgestiegen.